# Короткая мышца, отводящая большой палец кисти
Короткая мышца, отводящая большой палец кисти (лат. Musculus abductor pollicis brevis) — мышца кисти.
Располагается с боковой стороны возвышения большого пальца кисти, непосредственно под кожей. Начинается от сухожилия длинной мышцы, отводящей большой палец кисти, фасции предплечья, бугорка ладьевидной кости и удерживателя сгибателей. Прикрепляется к боковой поверхности основания проксимальной фаланги большого пальца кисти. В сухожилии данной мышцы обычно находится сесамовидная кость.

## Функция
Отводит большой палец в запястно-пястном суставе.